# Laura San Giacomo
Laura San Giacomo, född 14 november 1962 i Hoboken i New Jersey, är en amerikansk skådespelare.

## Filmografi
- 1989 – Sex, lögner och videoband
- 1990 – Pretty Woman
- 1990 – Den kritiska punkten
- 1990 – Prickskytten
- 1991 – Under Suspicion
- 1991 – Once Around, Mannen som inte passade in
- 1992 – Lära för livet
- 1993 – For Their Own Good
- 1994 – Pestens tid (TV-serie)
- 1994 – Nina skaffar en älskare
- 1995 – Stuart Saves His Family
- 1997 – The Apocalypse
- 1998 – With Friends Like These...
- 1999 – Eat Your Heart Out
- 2001 – Sister Mary Explains It All
- 2001 – Jenifer
- 2003 – A House on a Hill
- 2005 – Kaos
- 2005 – Checking Out
- 2011 – Few Options
- 2012 – TalhotBlond
- 2012 – Least Among Saints